# Cyathochaeta clandestina
Cyathochaeta clandestina är en halvgräsart som först beskrevs av Robert Brown, och fick sitt nu gällande namn av George Bentham. Cyathochaeta clandestina ingår i släktet Cyathochaeta, och familjen halvgräs. Inga underarter finns listade i Catalogue of Life.